# Cinquième arrondissement électoral du Nord (Avesnes) de 1830 à 1831
Le 5e arrondissement électoral du Nord était l'une des 8 circonscriptions législatives françaises que comptait le département du Nord pendant la Seconde Restauration.

## Description géographique et démographique
Le 5e arrondissement électoral du Nord était situé à la périphérie de l'agglomération Avesnoise. Située entre la Belgique et les arrondissements de Valenciennes et de Cambrai, la circonscription est centrée autour de la ville de Avesnes-sur-Helpe. 
Elle regroupait les divisions administratives suivantes : Canton d'Avesnes-sur-Helpe-Nord ; Canton d'Avesnes-sur-Helpe-Sud  ; Canton de Bavay ; Canton de Berlaimont ; Canton de Landrecies ; Canton de Maubeuge ; Canton du Quesnoy-Est  ; Canton du Quesnoy-Ouest  ; Canton de Solre-le-Château et le Canton de Trélon. 

## Historique des députations
| Législature     | Début de mandat | Fin de mandat | Député élu                         | Parti politique | Observations |
| --------------- | --------------- | ------------- | ---------------------------------- | --------------- | ------------ |
| Ire législature | 23 juin 1830    | 31 mai 1831   | Louis-Victor de Caux de Blacquetot | Droite libérale |              |